# Christoffer Dybvad
Christoffer Dybvad, född omkring 1577, död genom olyckshändelse 1622, var en dansk matematiker, son till Jørgen Dybvad.
Dybvad for utomlands 1598 och studerade i Caen och Leiden. I Leiden utgav han flera utmärkta matematiska arbeten (sökte bland annat 1602 ersätta de grekiska termerna med danska) och påverkades livligt i politik och religion. Han återvände 1612, men blev först 1618 kunglig matematiker. Uppretad över att på detta sätt tillbakasättas och förmodligen även över faderns olyckliga öde, hade han redan 1615 nedskrivit en följd "politiska observationer", vari han tillrått införandet av ärftlig kungamakt och envälde, men tillika skarpt tadlat många regeringsåtgärder, samt uttalade sig under ett uppehåll i Bergen 1619 häftigt i samma riktning. En undersökning inleddes mot honom 1620, och trots att hans brott bestod endast i muntliga och handskriftliga påståenden, dömdes han likväl till ämbetets förlust och livstids fängelse. Han fördes till Kalundborg. Hans och hans fars uppträdande var första tecknet till den ovilja mot adelns övermakt i samhället, vilken ledde till statsvälvningen 1660. 